# Gare de Reims-Maison-Blanche
Gare de Reims-Maison-Blanche vasútállomás Franciaországban, Reims településen.

## Vasútvonalak
Az állomást az alábbi vasútvonalak érintik:
- Épernay–Reims-vasútvonal

## Kapcsolódó állomások
A vasútállomáshoz az alábbi állomások vannak a legközelebb:
- Gare de Champagne-Ardenne TGV
- Gare de Franchet d'Esperey
- Gare de Rilly-la-Montagne